# Haddad
Haddad, även skrivet Hadad, är ett arameiskt efternamn med ursprung i Mellanöstern, som betyder smed på semitiska språk. Det bärs av ett icke ringa antal svenska medborgare. Det ursprungliga namnet kommer från Araméernas främsta gud Hadad, som var stormguden. Hadad dyrkades av Araméerna på flera håll, men främst Aram-Damaskus som var huvudstad i det gamla Aram/Syrien. Flera av de arameiska kungarna kröntes i gudens namn och fick titeln Bar-Hadad, Hadads son. Detta kan vi studera bland annat i första och andra kungaböckerna. 
Den 31 december 2014 var följande antal personer bosatta i Sverige med namnformerna:
- Haddad 937
- Hadad 239

Tillsammans blir detta 1 176 personer. Det finns flera liknande namn med samma ursprung och som bärs av följande antal personer i Sverige:
- Haddadi 42
- Hadadi 15
- Hadid 61
- Hadidi 17

## Personer med namnet Haddad eller Hadad
- Andreas Haddad (född 1982), assyrisk-svensk fotbollsspelare
- Amir Haddad (född 1984), fransk singer-songwriter
- Bar Hadad, kungar i Aram-Damaskus under 800-talet f. Kr.
  - Bar Hadad I
  - Bar Hadad II
  - Bar Hadad III
- Dalli Hadad (född 1982), assyrisk-irakisk sångerska
- Fawaz Haddad (född 1947), syrisk författare
- Joumana Haddad (född 1970), libanesisk poet och journalist
- Rani Haddad (född 1996), svensk fotbollsspelare
- Roger Haddad (född 1978), svensk politiker, Liberalerna
- Sarit Hadad (född 1978), israelisk sångerska
- Soraya Haddad (född 1984), algerisk judoutövare

## Personer med liknande namn
- Hadadeser bar Rehob, arameisk kung
- Ehsan Hadadi (född 1985), iransk friidrottare, diskuskastare
- Gigi Hadid (född 1995), amerikansk fotomodell och tv-profil
- Zaha Hadid (född 1950),irakisk-brittisk arkitekt